# إلطينيات
إلطينيات فصيلة من النباتات المزهرة مع حوالي 35 (ربما 50) نوعًا في جنسين:  إلطين و برجية . الإلطين هي في الغالب أعشاب مائية ، برجية هي جنبات.  تنتشر أنواع الإلطين على نطاق واسع في جميع أنحاء العالم من المناطق المعتدلة إلى المناطق الاستوائية ، مع وجود أكبر تنوع لها في المناطق المعتدلة.  عُثِر على برجية في المناطق المعتدلة إلى الاستوائية في أُرَسية وأفريقية ، مع نوعين استوائي وواحد استوائي إلى معتدل في الأمريكتين . مركز التنوع البيولوجي في برجية هو المناطق الاستوائية في العالم القديم، وهو أيضًا مركز التنوع الحيوي للأسرة.  لم يُعثَر على أي من الجنسين في النظم البيئية في القطب الشمالي.  أوراقها متقابلة أزهارها رباعية أو خماسية. ثمارها جراء سباعية الأخبية. بزورها صغيرة دهنية لا تخلو من الخواص الطبية